# شيرلي (فلم 2024)
شيرلي (بالإنجليزية: Shirley) هو فيلم سيرة ذاتية درامي أمريكي صدر عام 2024، كتبه وأخرجه جون ريدلي. يتناول الفيلم الحملة الرئاسية لشيرلي تشيزوم عام 1972، والتي كانت أول امرأة سوداء يتم انتخابها في الكونغرس الأمريكي. تؤدي ريجينا كينغ دور البطولة في الفيلم، إلى جانب كل من لانس ريديك، لوكاس هيدجز، برايان ستوكس ميتشيل، كريستينا جاكسون، مايكل شيري، أندريه هولاند، وتيرينس هوارد.
عُرض فيلم "شيرلي" في إصدار محدود بدور السينما في الولايات المتحدة في 15 مارس 2024، قبل أن يبدأ عرضه عبر منصة نتفليكس في 22 مارس 2024.

## القصة
يحكي الفيلم القصة الحقيقية والمُلهمة لشيرلي تشيزوم، التي كانت رائدة في السياسة الأمريكية وصاحبة مواقف جريئة. تبدأ الأحداث بتقديم شيرلي كأول امرأة سوداء تُنتخب لعضوية الكونغرس الأمريكي في عام 1968، وهو إنجاز تاريخي يضعها في دائرة الضوء الوطني.
في عام 1972، تتخذ شيرلي قرارًا جريئًا بالترشح لمنصب رئيس الولايات المتحدة. هذا القرار لم يكن مجرد خطوة رمزية، بل كان تحدياً كبيراً للنظام السياسي السائد آنذاك، حيث أصبحت أول امرأة تسعى للحصول على ترشيح الحزب الديمقراطي، وأول شخص أسود يُقدم على هذه الخطوة من أي حزب رئيسي.
خلال حملتها الانتخابية، تواجه شيرلي العديد من العقبات. تبدأ بتحديات داخل حزبها الديمقراطي، حيث يتم تجاهلها من قِبل قياداته التي تعتبر حملتها مستحيلة التحقيق. يُظهر الفيلم بوضوح العنصرية والجندرية المتجذرة في السياسة الأمريكية، حيث تُعامل شيرلي بازدراء من قِبل العديد من السياسيين والإعلاميين. كما تواجه انقسامات داخل مجتمعها، حيث يشكك البعض في جدوى ترشحها ويخشون من تأثيره السلبي.
رغم الصعوبات، تُظهر شيرلي قوة استثنائية في مواجهة الهجمات. يساعدها فريق صغير من المؤيدين الذين يؤمنون برؤيتها في تحقيق العدالة والمساواة. يقدم الفيلم لمحات عن حياتها الشخصية، بما في ذلك علاقتها بزوجها والمقربين منها، وكيف كانت حياتها مليئة بالتضحيات من أجل قضية أكبر.
تُظهر الحملة الانتخابية لشيرلي روحها القتالية والتزامها بتحقيق تغيير جذري في النظام السياسي. ورغم أنها لم تفز بترشيح الحزب الديمقراطي، إلا أن حملتها تُعتبر نقطة تحول تاريخية، حيث ألهمت أجيالاً من النساء والأشخاص الملونين لدخول معترك السياسة.
يختتم الفيلم بإظهار تأثير شيرلي الدائم على السياسة الأمريكية، مُسلطًا الضوء على شجاعتها وإصرارها في وجه العقبات، ومشيرًا إلى أن مسيرتها لم تكن مجرد حملة انتخابية، بل كانت حركة تاريخية مهدت الطريق لسياسيين آخرين لكسر الحواجز والقيود.

## الممثلون
- ريجينا كينغ بدور شيرلي تشيزوم
- لانس ريديك بدور ويسلي ماكدونالد "ماك" هولدر
- تيرينس هوارد بدور آرثر هاردويك جونيور
- لوكاس هيدجز بدور روبرت سي. غوتليب
- بريان ستوكس ميتشيل بدور ستانلي تاونسند
- كريستينا جاكسون بدور باربرا لي
- مايكل شيري بدور كونراد تشيزوم
- أندريه هولاند بدور والتر فونتروي
- دوريان ميسيك بدور رون ديلومز
- أميرة فان بدور كارول جونسون
- دبليو إيرل براون بدور جورج والاس
- براد جيمس بدور هيوي ب نيوتن
- رينا كينغ بدور موريال سانت هيل

## وصلات خارجية
- شيرلي على موقع IMDb (الإنجليزية)
- شيرلي على موقع ميتاكريتيك (الإنجليزية)
- شيرلي على موقع روتن توميتوز (الإنجليزية)
- شيرلي على موقع نتفليكس (الإنجليزية)
- شيرلي على موقع ألو سيني (الفرنسية)
- شيرلي على موقع أول موفي (الإنجليزية)
- شيرلي على موقع فيلمافينيتي (الإسبانية)
- شيرلي على موقع قاعدة بيانات الفيلم (الإنجليزية)
- شيرلي على موقع ليتربوكسد (الإنجليزية)
- شيرلي على موقع كينوبويسك (الروسية)